# Командование составляющих
В теории синтаксиса, кома́ндование составля́ющих (сокр. командование; англ. constituent-command, c-command):120 или структурный приоритет:84 — отношение между отдельными узлами (составляющими) в деревьях синтаксического разбора. Впервые введённое Таней Рейнхарт (Tanya Reinhart, 1976), оно аналогично понятию «братья/сёстры и все их потомки» в родословных деревьях.
Отношение командования тесно связано с грамматиками составляющих в традиции Хомского (теория связывания, минималистская программа). Оно не подходит или не эффективно в деревьях разбора других синтаксических теорий. Например, командование в его обычном понимании едва ли может быть применено к деревьям грамматик зависимостей.

## Формальное определение
Составляющая {\displaystyle A} командует составляющей {\displaystyle B}, если составляющая, которая непосредственно доминирует (включает в себя) над {\displaystyle A}, доминирует также и над {\displaystyle B} (не обязательно непосредственно) и ни {\displaystyle A}, ни {\displaystyle B} не доминируют друг над другом:120.
Иначе говоря, всякая составляющая командует своей сестрой и всеми составляющими, которые включает в себя сестра:50.
Асимметри́ческим командованием (англ. asymmetric c-command) называется командование, при котором составляющая {\displaystyle A} командует составляющей {\displaystyle B}, но {\displaystyle B} не командует {\displaystyle A}:123.

## Использование понятия
Понятие командования составляющих используется в теории связывания для формулировки ограничения на употребление анафорических местоимений: анафо́ров (возвратных и взаимных местоимений):596 и прономиналов (прочих анафорических местоимений). Так, условие, состоящее в том, чтобы анафор был связан в пределах некоторой составляющей, означает, что в пределах данной составляющей должно присутствовать выражение-антецедент, командующее анафором и кореферентное ему:597.
В терминах асимметрического командования может быть представлено ограничение, обусловливающее неграмматичность англ. *John has denied anything 'Джон отрицал что-либо' при грамматичности John has denied any involvement 'Джон отрицал любые затруднения': в первом случае polarity item anything и глагол с отрицательным значением denied командуют друг другом, во втором случае командование асимметрично (командует только denied):57.